# ماركوس بلاكيلي
ماركوس بلاكيلي (بالإنجليزية: Marqus Blakely) مواليد 22 أكتوبر 1988 في نيوجيرسي، هو لاعب كرة سلة أمريكي. بدأ مسيرته الاحترافية في سنة 2010. يبلغ طوله 6 قدم 5 بوصة (2.0 م).

## المسيرة الاحترافية
لعب مع آيوا إنرجي في موسم 2011–2012، ثم لعب مع ستار هوتشوتز في سنة 2012، ثم لعب مع نيكار ريزن لودفيغسبورغ في الدوري الألماني في سنة 2013، ثم لعب مع ستار هوتشوتز من سنة 2013 إلى 2015، ثم لعب مع بوسان كي تي سونيكبوم في موسم 2015–2016، ثم لعب مع ستار هوتشوتز في سنة 2016.

## روابط خارجية
- ماركوس بلاكيلي على موقع دوري كرة السلة الياباني للمحترفين (اليابانية)
- ماركوس بلاكيلي على موقع كرة السلة الأوروبية.كوم (الإنجليزية)
- ماركوس بلاكيلي على موقع DraftExpress.com (الإنجليزية)
- ماركوس بلاكيلي على موقع كلية كرة السلة في سبورتس رفرنس.كوم (الإنجليزية)
- ماركوس بلاكيلي على موقع ريلجم (الإنجليزية)
- ماركوس بلاكيلي على موقع بروبوليرز (الإنجليزية)
- ماركوس بلاكيلي على موقع سبورتس رفرنس (الإنجليزية)